# Корнуэлл, Хью
Хью Алан Ко́рнуэлл (англ. Hugh Alan Cornwell; 28 августа 1949, Лондон) — британский музыкант, гитарист, актёр, певец и автор песен, известный прежде всего участием в панк/нью-вейв-группе The Stranglers, которую он создал в 1974 году с Жан-Жаком Бернелом и Джетом Блэком. Корнуэлл оставался фронтменом группы вплоть до 1990 года, когда вышел из состава и начал сольную карьеру.

## Ранние годы
Хью Корнуэлл родился 28 августа 1949 года в Лондоне, Англия. Его детские годы прошли в районах северного Лондона Тафнелл-парк и Кентиш-таун. Корнуэлл учился в Школе Уильяма Эллиса (англ. William Ellis School) в Хайгейте. Первым кумиром Корнуэлла был Эдди Кокрэн. В старших классах школы он в качестве бас-гитариста — вместе с Ричардом Томпсоном (позже участником Fairport Convention) и будущим журналистом и бизнесменом Ником Джонсом за ударными — образовал группу Emil & the Detectives. Группа, исполнявшая исключительно кавер-версии (в стиле, близком The Kinks) приобрела определённую известность в Северном Лондоне и не раз приглашалась в популярные клубы, вроде Club 100.

## The Stranglers
В конце 60-х годов, получив степень бакалавра биохимии в Бристольском университете, Корнуэлл отправился на практику в Лундский университет, где вскоре после прибытия образовал группу Johnny Sox (Майк из Чикаго — ударные, Гёрт Гудвин — вокал, Ян Кнутсон — бас-гитара). С её участниками в 1974 году он вернулся в Англию, где состав почти сразу же распался (Майк и Гёрт, спасавшиеся от мобилизации, узнав об амнистии, вернулись в Америку). Вместе с Джетом Блэком, Жан-Жаком Бернелом и заменившим Кнутсона другим своим шведским знакомым, Хансом Уормлингом (который затем в свою очередь уступил место Дэйву Гринфилду) Корнуэлл образовал The Stranglers, группу, которая сначала добилась громкого успеха в 1977 году на волне панк-рока, а потом, непрерывно развиваясь и усложняя стиль, стала одной из ведущих на нововолновой сцене.
В The Stranglers Хью Корнуэлл, выходец из 1960-х (и носитель многих качеств «рассерженного молодого человека» 50-х годов — NME сравнивал его с главным героем пьесы Джона Осборна), стал настоящим панк-фронтменом и большим специалистом по конфронтации с аудиторией.
Помню одно европейское турне, которое мы проводили под негласным лозунгом «Разделяй и властвуй». Например, в Эдинбурге Хью мог обратиться к зрителям со следующими словами: «Приятно выступать в вашем городе! Тут все считают себя истинными англичанами, нашими историческими союзниками. Не то, что эти шотландцы из Глазго!..» После этого в зале поднималось восстание. Народ начинал вырывать кресла и рваться на сцену: «Я убью, тебя, asshole! Я за это заплатил 15 фунтов?…»
Ж.-Ж. Бернел, Stubble Fanzine.
Первый же трек первого альбома (написанный Корнуэллом) вызвал громкий скандал, из-за чего участники группы вынуждены были впоследствии давать объяснения.
Мы никогда не писали песен об избиении женщин. Хью написал одну песню, «Sometimes», о том, как он своей подруге отвесил пощёчину. Несомненно, это документирует печальный момент в его отношениях, но он — об одной конкретной женщине. Никоим образом эта песня не содержит в себе призыва к общественной деятельности того же рода
. — Ж.-Ж. Бернел.

## Арест и тюрьма
Поворотным пунктом в истории The Stranglers стал день 1 ноября 1980 года, когда по пути группы из Кардиффа её вокалист был арестован с наркотиками. Поданная Корнуэллом апелляция была отклонена, и его приговорили к трём месяцам заключения в тюрьме Пентонвилль (по иронии судьбы приговор был вынесен в тот самый день, когда министр внутренних дел Уильям Уайтлоу заявил о необходимости тюремной реформы, призванной сократить число заключённых). По мнению Жана-Жака Бернела, рассмотрение дела в суде носило показательный характер, и аргументы защиты практически игнорировались.

Судья Кроутер, обращаясь к Корнуэллу и вместе с ним арестованному промоутеру Полу Лосби, заявил: 

Вы оба — интеллектуалы зрелого возраста, оказывающие огромное влияние на образ жизни молодёжи. Вы не должны наносить ущерб морали и здоровью тем, кто вас боготворит. Вы оба имеете университетское образование, что делает ваше поведение ещё более недопустимым. Вы сознательно сделали свой выбор, нарушив закон.
К Корнуэллу-заключенному допускался лишь один посетитель в неделю. Известно, что регулярно навещала его в тюрьме только Хэйзел О’Коннор. Как утверждал Бёрнел (в интервью Sounds 1980 года) относительно лояльное отношение к нему тюремных властей объяснялось тем, что жёсткий контроль за его делом установила организация PROP, занимавшаяся борьбой за права заключённых. За несколько лет до этого PROP выпустила книгу Брайана Стреттона «Who Guards the Guards», которую удалось выпустить лишь на средства, собранные от благотворительных концертов рок-музыкантов. Самое активное участие в этих концертах приняли The Stranglers. Почти сразу же после освобождения Корнуэлл опубликовал книгу «Inside Information» (1980), в которой подробно рассказал о своих злоключениях и об условиях, в которых содержатся заключённые в британских тюрьмах.

## Философия
Корнуэлл считал себя анархистом, но в это понятие вкладывал широкий смысл. По-своему трактовал он и понятие «фашизма»

Мы пытаемся заставить людей снова начать думать. Обо всём. Мы пытаемся возродить в них желание задавать вопросы, всё подвергать сомнению. Думаю, только так и можно использовать общественную платформу: всё остальное — злоупотребление своим положением. Бог был фашистом: он использовал свою платформу для запретов… Рок-н-ролл — первобытная музыка, призванная помогать человеку вернуться к базовым чувствам, дать свободу тем областям подсознания, деятельность которых современным обществом подавляется. В этом, по-видимому, и состоит суть той анархии, которую «новая волна» объявила своей целью. В словарях понятие «анархия» толкуется однобоко. Но оно имеет и более глубокий смысл. Сам по себе тот факт, что человек способен задавать вопросы, подвергать вещи сомнению, свидетельствует о том, что стремление к анархии заложено в самой природе его разума. Оригинальный текст (англ.) We do try and make people think again. About everything. We try and nurture their sense of inquiry and questioning. I think that that's the only virtuous way you can use a public platform. Because otherwise you're just using the power to condition. I mean, God was a fascist really, because he used his platform to tell people not to do things... Rock 'n' roll is a very primal music and perhaps people should be encouraged to return to primacy to release those parts of their unconscious which modern society doesn't really permit forcing them to wither away unused. And that is probably the concept of anarchy which was the most intended by the whole new wave. You know, everyone looks up 'anarchy' in the dictionary and gets one meaning. But there are applied meanings. The very fact that people question things is a sign that they have anarchic brains. 

Хью Корнуэлл был долгое время увлечён всевозможными «теориями заговора». Он не раз говорил о том, что Джон Кеннеди принадлежал к мафии, а одним из боссов её был Онассис. Корнуэлл верил, что поп-продукция американского рынка содержит в себе некие «коммерческие звуковые частоты», воздействующие на мозг потребителя. Именно Корнуэллу The Stranglers обязаны скандальной «теорией атрофированного мозжечка», согласно которой особенности американского образа мысли определяются тем фактом, что размер мозжечка у среднего жителя североамериканского континента меньше, чем у среднего европейца.

## Сторонние проекты
В 1978 году Хью Корнуэлл в качестве студийного продюсера записал демо The Pop Group (которое обеспечило им контракт с Radar Records) и дебютный альбом Leila and the Snakes, который был доброжелательно встречен критикой (что не удержало этот лос-анджелесский «отросток» The Tubes от почти немедленного распада).
В 1979 году Хью Корнуэлл выпустил свой первый сольный альбом Nosferatu в сотрудничестве с Робертом Уильямсом, барабанщиком Капитана Бифхарта, сыграв, помимо всего прочего, на бас-гитаре и меллотроне.
В конце 70-х — начале 80-х годов Корнуэлл в свободные дни выходил на сцену театра Almeida в Ислингтоне (в частности, играл с Бобом Хоскинсом и Стивеном Ри). Он снялся в фильме «Bleedeing Star» французского режиссёра Бертрана Февра, где сыграл главную роль и выступил в качестве автора звуковой дорожки. Трек отсюда, «Siren Song» — взят с оборотной стороны сингла One In A Million.
В 1990—1992 годах Хью Корнуэлл в качестве продюсера работал с двумя группами из Бата: Deep 6 (с Энди Уэстом во главе) и Studs On Main Street. В декабре 1991 года с Уэстом и Роджером Куком (как CCW) он выпустил альбом Cornwell, Cook & West, за которым последовал сингл Sweet Sister (1992).

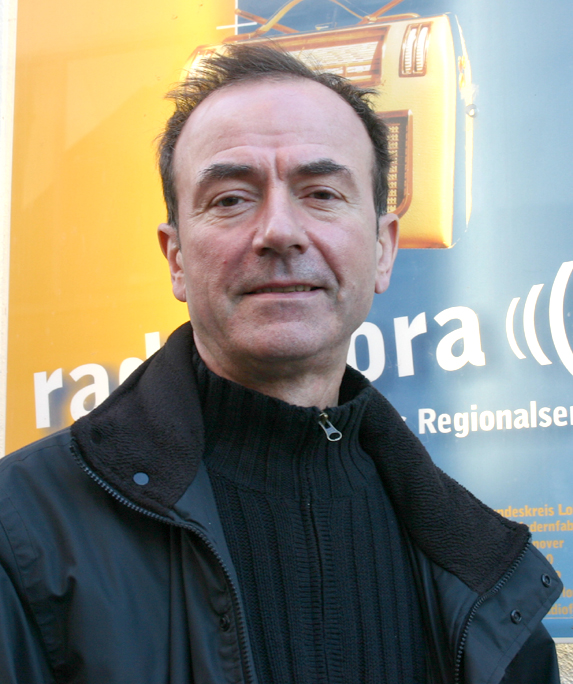
Хью Корнуэлл.2006

## Сольная карьера
В 1990 году Хью Корнуэлл заявил, что The Stranglers исчерпали ресурсы развития, и вышел из состава группы. Позже (из автобиографии) стало ясно, что фронтмен постоянно конфликтовал с остальными музыкантами группы, Бернелом в первую очередь.
После ухода из группы Корнуэлл выпустил ещё семь (не считая Nosferatu) сольных альбомов и (в 2006 году) концертный альбом в двух форматах и под двумя названиями: People Places Pieces (тройной CD) и Dirty Dozen.
В 2001 году вышла книга Корнуэлла «Song by Song», в которой он подробно рассказал истории создания песен The Stranglers.
К студийному сотрудничеству он приглашал только личных друзей: в их числе были Найджел Беннетт (The Members, XTC), Пит Фиппс (The Glitter Band), Ник Плайтас (работавший с Анн Пигаль).
В сентябре 2007 года Хью Корнуэлл провёл британское турне с барабанщиком Робертом Уильямсом, в ходе которого были исполнены три новых композиции: «Bangin' On», «Please Don’t Put Me On A Slow Boat To Trowbridge» и «Delightful Nightmare».

## Интересные факты
- Хью Корнуэлл, большой любитель крикета (и участник Bunbury Cricket Club), в 2001 году появился в программе «Jamie Theakston Cricket Show» на Radio Five Live (Би-би-си), где под акустический аккомпанемент исполнил «(Get) A Grip (On Yourself)» с Марком Бутчером, бэтсменом сборной Англии.
- Вопреки общепринятому представлению, сформировавшемуся под влиянием песни «No More Heroes», Корнуэлл был большим почитателем Троцкого, и в Мехико специально побывал в доме, где того настигла смерть. «Троцкий был идеальным функционером, — утверждал Корнуэлл в интервью 1979 года, — его направляли на самые трудные участки, и он повсюду справлялся»[2]. Путешествию Троцкого на знаменитом поезде посвящён трек «Big Bug» из альбома Nosferatu. Релиз альбома был приурочен к «звёздному часу Троцкого» в 1919 году, когда тот (согласно трактовке автора) «предотвратил английскую морскую интервенцию в Россию».[5]
- Корнуэлл не раз говорил, что не слушает современную поп- и рок- музыку, лишь «мастеров старой школы»: к их числу он относит Джина Питни, Роя Орбисона и Эннио Морриконе.

## Дискография

### Сольные альбомы
- Nosferatu (1979)
- Wolf (1988)
- Wired (1995)
- Guilty (1997)
- Black Hair Black Eyes Black Suit (1999)
- First Bus to Babylon (1999)
- Hi Fi (2001)
- Footprints in the Desert (2002)
- Mayday (2002, концертный альбом)
- In the Dock (2003, концертный альбом)
- Beyond Elysian Fields (2004)
- Dirty Dozen (2006)
- Hoover Dam (2008)
- Totem and Taboo (2012)
- Monster (2018)